# Augustin Hirschvogel
Augustin Hirschvogel, umjetnik, graver, matematičar, topograf i kartograf (Nürnberg, 1490. (1503.) – Beč, 1553.). 

## Životopis
Otac ga je u radionici podučavao slikanju, vještini graviranja i glazbi. Poslije očeve smrti, 1531. otvorio je vlastitu radionicu za izradu majolike i oslikanih staklenih predmeta na venecijanski način. Učio je klesarstvo i specijalizirao se za klesanje grbova. Bio je u službi austrijskih službenih krugova koji su radili na geografskom i kartografskom upoznavanju zemalja uz tursko-hrvatsku granicu. To je bio razlog da je od 1536. do 1543. boravio u Ljubljani odakle je poduzimao istraživačka putovanja na istok do hrvatsko-turske granice. Opažanja je obavljao potajno i bez pratnje. 
Njegove terenske topografske skice nisu sačuvane. Prema bilješkama iz ostavštine vidi se da je 1539. izradio kartu tursko-hrvatske granice u područjima Bosne, Slavonije i Mađarske koja je na žalost izgubljena. Godine 1542. izradio je kartu s prikazom Gornje Austrije. Tu je kartu poslije objavio Gerard de Jode pod naslovom Beschreibung des Erczherzogtumb Oestereich ober Enns durch Augustin Hirsfogel u Antwerpenu 1583. Po povratku u Nürnberg, napisao je i objavio 1543. knjigu Ein eigentliche und grundtliche Anweisung in die Geometria (Stvaran i osnovni uvid u geometriju), koja počinje načelima geometrije i planimetrije, uključujući poglavlje o crtanju objekata na zemljištu, a završava uvodom u perspektivu. Da bi ilustrirao svoju knjigu izradio je seriju od 37 ploča i objavio je pod posebnim naslovom Geometria. 
Nakon kratkog boravka u Nürnbergu, godine 1544. preselio se u Beč gdje je i dalje djelovao kao kartograf. Iste godine izradio je kartu Koruške i poklonio je kralju Ferdinandu. Za Herbersteinov opis Rusije izradio je 1546. karte i gravure Moscoviae. Knjiga je imala nekoliko izdanja, a za talijansko je karte kopirao Gastaldi. Od 1546. bio je u službi bečkog gradonačelnika za koga je izvodio prvu izmjeru Beča na triangulacijskoj osnovi i 1547. nacrtao veliki okrugli plan Beča na drvenoj dasci veličine 1,65×2,30 m. Plan je tiskan tek 1552. godine na šest bakrenih ploča ukupne veličine 84×85 cm. Opis načina izmjere za taj plan ostao je u rukopisu. Prema želji kralja Ferdinanda radio je na izmjeri Ugarske, a za izradu velike karte Ugarske 1552. otputovao je tamo, svraćajući u hrvatske krajeve. 
Pripremio je kartu Ugarske koja je posmrtno tiskana u tehnici drvoreza pod naslovom Nova Et Hactenvs Non Visa Regnorv. Antique Provintiarvm Per Avgvsti Hisfo. Descriptio u Nürnbergu 1565. na dvanaest listova. Na toj su karti prikazani i hrvatski krajevi sve do Jadranskoga mora. Tu kartu spominje Ortelius u katalogu kartografa koji su surađivali u njegovu atlasu. Ortelius je s nekim izmjenama kopirao tu kartu za svoj Theatrum i naslovio je Schlavoniae, Croatiae, Carniae, Istriae, Bosniae finitimarvmqve regionvm nova descriptio, avctore Avgvstino Hirsvogelio, bakrorez, 33,6×46 cm. Karta je objavljivana u svim izdanjima Ortelijusova Theatruma od 1570. do 1612. Također je tu kartu tiskao i Gerard de Jode u svom atlasu Speculum orbis terrarum pod naslovom Ilyrici sev Sclavoniae continentis Croatiam, Carniam, Istriam, Bosniam ... recens ac emendatus typus. Auctore Augustino Hirsvogelio, bakrorez, 30×51,5 cm. 
Hirschvogel nikada nije obišao Kvarnersko primorje i to se zapaža na tim kartama. Istarski poluotok i Kvarner su na njegovoj karti sasvim pogrešno prikazani u odnosu na onodobne, prijašnje i kasnije prikaze. Područje Slavonije na karti označeno je kao Windisch Land.

## Djela
- Turkish border. 1539. – Beschreibung des Erczherzogtumb Oestereich ober Enns. Ljubljana 1542.
- Ein eigentliche und grundtliche Anweisung in die Geometria. Nürnberg 1543.
- Karta Koruške. 1544. – Moscovia. Beč 1546.
- Plan Vienna. 1549. – Saxony. 1550.
- Grund der Stadt Wien, 6 listova, 84×85 cm. Beč 1552.
- Nova Et Hactenvs Non Visa Regnorv. Antique Provintiarvm Per Avgvsti Hisfo. Descriptio, 12 listova, 80×150 cm. Nürnberg 1565.

## Vanjske poveznice
- (hrv.) Opća i nacionalna enciklopedija: Augustin Hirschvogel[neaktivna poveznica]

Ostali projekti
|  | Zajednički poslužitelj ima stranicu o temi Augustin Hirschvogel    |
|  | Zajednički poslužitelj ima još gradiva o temi Augustin Hirschvogel |